# Тиодигликоль
Тиодигликоль (β,β'-дигидроксидиэтилсульфид) — бесцветная сиропообразная жидкость, смешивается с водой, растворима в спиртах, ацетоне, хлороформе.
Впервые синтезирован алкилированием сульфида натрия этиленхлоргидрином:
2 HOCH2CH2Cl + Na2S {\displaystyle \to } (HOCH2CH2)2S + 2 NaCl,
в промышленности синтезируется реакцией этиленоксида с сероводородом в присутствии щелочи:
2 (CH2)2O + H2S {\displaystyle \to } (HOCH2CH2)2S
Тиодигликоль содержит два нуклеофильных центра — сульфидный атом серы (мягкий нуклеофил) и гидроксильные атомы кислорода (жесткие нуклеофилы) и алкилируется алкилгалогенидами по атому серы с образованием сульфониевых солей:
(HOCH2CH2)2S + RHal {\displaystyle \to } (HOCH2CH2)2S+R Наl−,
со спиртами в условиях кислотного катализа образует простые эфиры:
(HOCH2CH2)2S + 2 ROH {\displaystyle \to } (ROCH2CH2)2S + H2O
Ацилируется карбоновыми кислотами, их ангидридами и галогенангидридами с образованием сложных эфиров (RCOOCH2CH2)2S, под действием галогеноводородов и галогенангидридов неорганических кислот гидроксильные группы замещаются на галоген, так, например, под действием тионилхлорида на тиодигликоль образуется иприт:
(HOCH2CH2)2S + 2 SOCl2 {\displaystyle \to } (ClCH2CH2)2S + 2 SO2 + 2 HCl
Пероксикислоты (например, м-хлорнадбензойная кислота) окисляют тиодигликоль до сульфоксида, сильные окислители (перманганат калия) — до сульфона.
Применяется в качестве растворителя для красителей в текстильной промышленности, как антиоксидантная добавка.